# Macaroeris asiaticus
Macaroeris asiaticus är en spindelart som beskrevs av Logunov, Rakov 1998. Macaroeris asiaticus ingår i släktet Macaroeris och familjen hoppspindlar. Inga underarter finns listade i Catalogue of Life.